# ماركو سيميتش (لاعب كرة قدم)
ماركو سيميتش هو لاعب كرة قدم كرواتي في مركز حراسة المرمى، ولد في 8 سبتمبر 1985 في فاليفو في صربيا. شارك مع منتخب كرواتيا تحت 17 سنة لكرة القدم ومنتخب كرواتيا تحت 19 سنة لكرة القدم ومنتخب كرواتيا تحت 21 سنة لكرة القدم. أما مع النوادي، فقد لعب مع نادي صنعت نفط عبادان ونادي ياغودينا.

## وصلات خارجية
- ماركو سيميتش على موقع قاعدة بيانات كرة القدم.إي يو (الإنجليزية)
- ماركو سيميتش على موقع Soccerway.com (الإنجليزية)